# Парламентские выборы в Нагорно-Карабахской Республике (2015)
Парламентские выборы в Нагорном-Карабахской Республике прошли 3 мая 2015 года. После провозглашения независимости в 1991 году это шестые по счёту парламентские выборы, проводимые в непризнанной НКР. Всего избиралось 33 депутата, из них 22 депутата по пропорциональным спискам, а также 11 депутатов по одномандатным округам. Проходной барьер для партий — 5 %.

## Количество избирателей
По данным председателя ЦИК Србуи Арзуманян из общего числа избирателей в 102 034 граждан, в выборах участвовало 72 039 человека, это составляет 70,6 % всех избирателей.

## Распределение депутатских мандатов
33 депутатских мандата были распределены на 22 пропорциональных и 11 мажоритарных мест. За 22 пропорциональных места боролись 7 партий:
- Партия «Свободная Родина». Список пропорциональных кандидатов возглавил председатель партии, премьер-министр непризнанной НКР Араик Арутюнян.
- Партия «Национальное возрождение». Список пропорциональных кандидатов возглавил председатель партии Айк Ханумян.
- Демократическая партия Арцаха. Список пропорциональных кандидатов возглавил председатель партии, председатель Национального Собрания Ашот Гулян.
- Коммунистическая партия Арцаха. Список пропорциональных кандидатов возглавил председатель партии Грант Артемович Мелкумян.
- Партия «Мир и развитие». Список пропорциональных кандидатов возглавил председатель партии Гарик Григорян.
- Партия «Дашнакцутюн». Список пропорциональных кандидатов возглавил вице-премьер НКР Агабекян Артур Александрович
- Партия «Движение-88». Список пропорциональных кандидатов возглавил депутат Национального собрания Виталий Баласанян.

## Международные наблюдатели
На парламентские выборы в НКР было приглашено более 100 международных и более 110 местных наблюдателей.Среди наблюдателей были представители из Российской Федерации, Германии, Франции, Испании, Австрии, Республики Кипр, Венгрии, Чехии, Бельгии, Эстонии, Мексики, Зимбабве, Южной Осетии, также присутствовали представители из Совета Европы. Пресс-секретарь премьер-министра НКР Артак Бегларян создал в Твиттере хештег #NKRvote15, по которому можно было следить за всеми новостями[значимость факта?].

## Результаты
| Партия | Единый пропорциональный | Единый пропорциональный | Единый пропорциональный | Одномандатные округа | Одномандатные округа | Одномандатные округа | Всего мест | +/-     |
| Партия | Голоса                  | %                       | Места                   | Голоса               | %                    | Места                | Всего мест | +/-     |
| --- | ----------------------- | ----------------------- | ----------------------- | -------------------- | -------------------- | -------------------- | ---------- | ------- |
| Свободная Родина | 32,632                  | 47.35                   | 11                      |                      |                      | 4                    | 15         | +1      |
| Демократическая партия Арцаха | 13,105                  | 19.10                   | 4                       |                      |                      | 2                    | 6          | -1      |
| Дашнакцутюн | 12,965                  | 18.81                   | 4                       |                      |                      | 3                    | 7          | +1      |
| Движение-88 | 4,778                   | 6.93                    | 2                       |                      |                      | 0                    | 2          | Впервые |
| Национальное возрождение | 3,709                   | 5.38                    | 1                       |                      |                      | 0                    | 1          | Впервые |
| Коммунистическая партия Арцаха | 1,136                   | 1.65                    | 0                       |                      |                      | 0                    | 0          | 0       |
| Мир и развитие | 591                     | 0.86                    | 0                       |                      |                      | 0                    | 0          | 0       |
| Независимые | -                       | -                       | -                       |                      |                      | 2                    | 2          | -4      |
| Недействительные | 3,380                   | -                       | -                       | 4,232                | -                    | -                    | -          | -       |
| Всего | 72,296                  | 100                     | 22                      | 69,831               | 100                  | 11                   | 33         |         |
| Зарегистрировано/явка | 102,042                 | 70.88                   | -                       | 98,920               | 70.59                | -                    | -          | -       |
| Источники: CEC Архивная копия от 3 марта 2016 на Wayback Machine, CEC Архивная копия от 18 мая 2015 на Wayback Machine, Caucasian Knot |                         |                         |                         |                      |                      |                      |            |         |